# Thomas Santos
Thomas Santos Christensen, född 10 oktober 1998 i Silkeborg, är en dansk fotbollsspelare som spelar för IFK Göteborg.